# Sularpskärret
Sularpskärret är ett naturreservat i Lunds kommun i Skåne län.
Området är naturskyddat sedan 2010 och är 3 hektar stort. Reservatet består av ett kärr som är rikt på kalk, men fattigt på näring.